# Газотурбінна електростанція

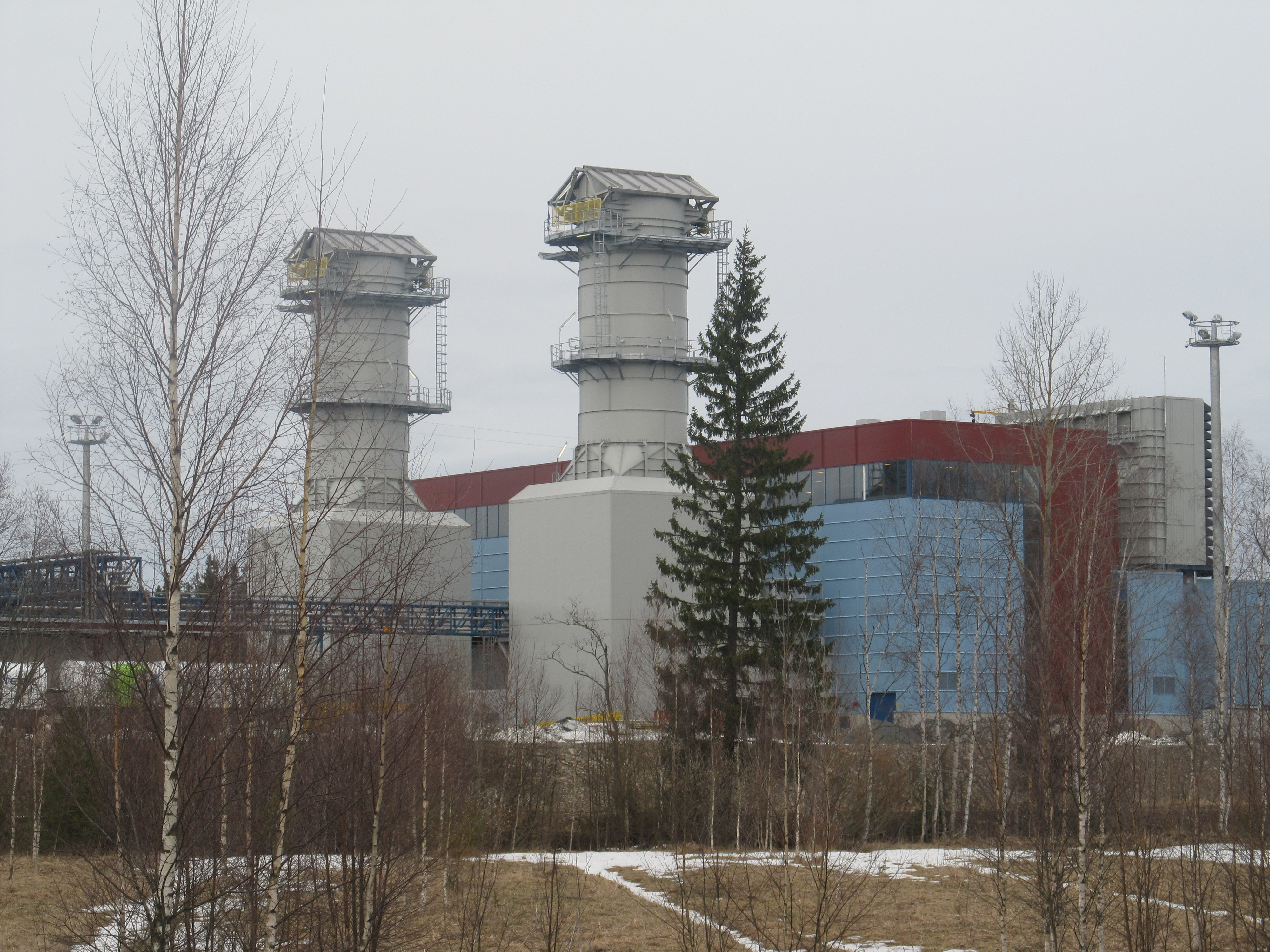
Газотурбінна електростанція Fingrid Oyj у Форссі, Фінляндія

Газотурбінна електростанція — теплова електростанція, в якій, для приведення в рух електричного генератора, використовується газова турбіна (тепловий двигун безперервної дії, в апараті лопаток якого — енергія стислого і нагрітого газу перетворюється в механічну роботу на валу).
Більш розлого, газова електростанція — це теплова електростанція, яка спалює природний газ для виробництва електроенергії. Електростанції на природному газі виробляють майже чверть світової електроенергії та значну частину загальних викидів парникових газів, отже — змінюють клімат. Однак, вони можуть забезпечувати сезонне диспетчеризоване вироблення електроенергії, щоб збалансувати змінну в часі енергію від відновлюваних джерел там, де гідроелектростанції або з'єднувальні лінії недоступні.
Україна, зокрема, є одним із виробників у світі газотурбінних електростанцій невеликої потужності.

## Загальне
Властивостями газових турбогенераторів, які роблять їх використання для виробництва електроенергії цікавим, є їхня висока питома потужність і здатність швидко запускатися. З останньої причини вони застосовуються для покриття короткочасного пікового навантаження. Наявні у світі газотурбінні електростанції мають потужність до 340 МВт на одну установку. За допомогою такої турбіни, розміром приблизно з причіп вантажівки, можна забезпечити електроенергією місто з населенням близько 380 000 мешканців.
Газові електростанції відзначаються відносно низькими інвестиціями. Однак, порівняно з вугільними електростанціями, вони мають вищі експлуатаційні витрати. Це є наслідком дещо нижчого ККД близько 39% і, перш за все, вищих питомих цін на енергію, зазвичай використовуваного природного газу, порівняно з вугіллям. Але вихлопні гази з турбіни все ще мають високу температуру, коли вони виходять з турбіни, отже їх можна застосовувати для нагрівання парового котла в електростанції комбінованого циклу газу та пари, що дозволяє досягти ефективності близько 60%. До того ж, вихлопні гази також можуть бути використані для роботи установок термального опріснення морської води. Це часто застосовується на Близькому Сході, наприклад - у Саудівській Аравії, Об’єднаних Арабських Еміратах або Кувейті. Дуже невеликі установки можна застосовувати на комбінованих теплоелектростанціях (ТЕЦ). Перевагами газотурбінної електростанції є - можливість пуску з нуля та швидке нарощування потужності протягом приблизно семи хвилин. Тож, такі системи переважно використовуються для покриття пікових навантажень в електромережі. Нерідкісні випадки, коли на території електростанції є кілька газових турбін. Одним із прикладів є - газотурбінна електростанція Thyrow (Німеччина), яка спочатку мала вісім газових турбін.
Розрізняють важкі (heavy duty) і легкі конструкції (aero derivatives). 

### Важка конструкція
Ці турбіни мають потужність від приблизно 50 МВт, до понад 340 МВт і особливо підходять для стаціонарної безперервної роботи на великих електростанціях. Якнайбільше можливий термін служби, є важливою вимогою щодо конструкції для цього типу газових турбін.

### Легка конструкція
Такі турбіни з потужністю від 100 кВт до 40 МВт, здебільшого, походять від реактивних двигунів для літаків і, переважно, використовуються на промислових електростанціях. Тут ці турбіни часто є частиною поєднаної теплоенергетичної системи або електростанції комбінованого циклу. Оскільки час їхнього запуску становить лише кілька хвилин, вони також підходять у якості аварійних генераторів електроенергії.

## Основні визначення
Газова електростанція — це вид електростанції, котра працює на викопному паливі, та в якій хімічна енергія, що зберігається в природному газі, котрий переважно є метаном, послідовно перетворюється на: теплову енергію, механічну енергію та, нарешті, електричну енергію. Хоча вони не можуть перевищувати межу циклу Карно для перетворення теплової енергії на корисну роботу, надлишок тепла може використовуватися на когенераційних установках для обігріву будівель, виробництва гарячої води або заради нагрівання матеріалів у промислових вимірах.

## Види установок

### Газова турбіна простого циклу
У газовій турбіні простого циклу, також відомій як газова турбіна відкритого циклу (OCGT), гарячий газ приводить у дію газову турбіну для виробництва електроенергії. Цей тип електростанції є відносно дешевим у виробництві, та вона може бути запущеною дуже швидко, але через її нижчу ефективність вона здебільшого працює лише кілька годин на день як пікова електростанція.

### Газова турбіна комбінованого циклу (CCGT)
Основна стаття: Електростанція парогазового циклу
Електростанції CCGT складаються з газових турбін простого циклу, де використовується цикл Брайтона, за якими йдуть парогенератор з рекуперацією тепла та парова турбіна, де застосовується цикл Ранкіна. Найпоширенішою конфігурацією є дві газові турбіни, що підтримують одну парову турбіну. Вони більш ефективні, ніж установки простого циклу, і здатні досягати ефективності до 55% і часу запуску близько півгодини.

### Поршневий двигун
Дивіться також: Поршневий двигун
Поршневі двигуни внутрішнього згоряння застосовуються на електростанціях, які, здебільшого, мають потужність менше 20 МВт, тобто набагато меншу, ніж інші типи генераторів електроенергії, котрі працюють на природному газі і, зазвичай, вони використовуються для аварійного живлення або для збалансування непостійних щодо виробництва електроенергії, відновлюваних джерел енергії, як-от вітер і сонце.

## Викиди парникових газів
Загалом, газові електростанції викидають близько 450 грамів (1 фунт) CO2 на кіловат-годину виробленої електроенергії. Це приблизно вдвічі менше, ніж на вугільних електростанціях, але набагато більше, ніж на атомних електростанціях і відновлюваних джерелах енергії. На обсяг забруднення від газових електростанцій впродовж життєвого циклу, можуть впливати викиди метану, наприклад — витік газу.

### Уловлювання вуглецю
Станом на 2022 рік дуже мало електростанцій мають уловлювання й зберігання вуглецю, або вловлювання та перероблення вуглецю.

### Водень
Газові електростанції можна переробити для роботи на водні і, згідно з даними General Electric, більш економічно придатним варіантом, ніж CCS, було б використовувати все більше й більше водню в паливі для газових турбін. Спочатку водень можна отримувати з природного газу за допомогою парової конверсії або шляхом нагрівання для осадження вуглецю, як крок до водневої економіки, отже, зрештою, зменшуючи викиди вуглецю.

## Економіка

### Нові станції
Іноді нова накопичувальна електростанція разом із сонячною чи вітровою енергією, в довготривалій перспективі є дешевшою, ніж будівництво нової газової установки, оскільки газова електростанція ризикує стати марнотратним активом.

### Наявні станції
Станом на 2019 рік кілька газових електростанцій виводилися з використвання, оскільки вони не могли зупинятися та запускатися достатньо швидко. Однак, попри спад вартості перемінних (щодо потужності) відновлюваних джерел енергії, більшість робочих газових електростанцій залишаються прибутковими, особливо в країнах без впровадженої ціни на викиди вуглецю, завдяки легкому диспетчерському керуванню ними та через те, що ціни на сланцевий газ і зріджений природний газ зменшилися з часу їхнього будівництва. Навіть у місцях із низькою ціною на вуглець, як-от ЄС, наявні газові електростанції залишаються економічно життєздатними, частково через збільшення обмежень на вугільну енергетику, стосовно забруднення нею довкілля.

## Безпека
Газотурбінні електростанції вважаються відносно надійними. Однак, наприклад 7 лютого 2010 року, на газовій електростанції в Міддлтауні (штат Коннектикут), яка перебувала в дослідному застосуванні, сталася серйозна аварія. Під час очищення лінії, випадково спалахнула газоповітряна суміш. Потужний вибух, що тоді пролунав, можна було почути на відстані понад 20 км.